# V335 Андромеды
V335 Андромеды (лат. V335 Andromedae) — одиночная переменная звезда в созвездии Андромеды на расстоянии (вычисленном из значения параллакса) приблизительно 3489 световых лет (около 1070 парсеков) от Солнца. Видимая звёздная величина звезды — от +14,5m до +11,8m.

## Характеристики
V335 Андромеды — красная пульсирующая переменная звезда, мирида (M) спектрального класса M. Эффективная температура — около 3290 K.